# Valdensia heterodoxa
Valdensia heterodoxa är en svampart som beskrevs av Peyronel 1923. Valdensia heterodoxa ingår i släktet Valdensia och familjen Sclerotiniaceae.   Inga underarter finns listade i Catalogue of Life. Detta var namnet på artens anamorf (vegetativa form) fram till 1953 då auktorn Peyronel gjorde en ny beskrivning av arten som då inkluderade teleomorfen (den sexuella formen). Se Valdensinia heterodoxa  i Wikipedia.

## Källor

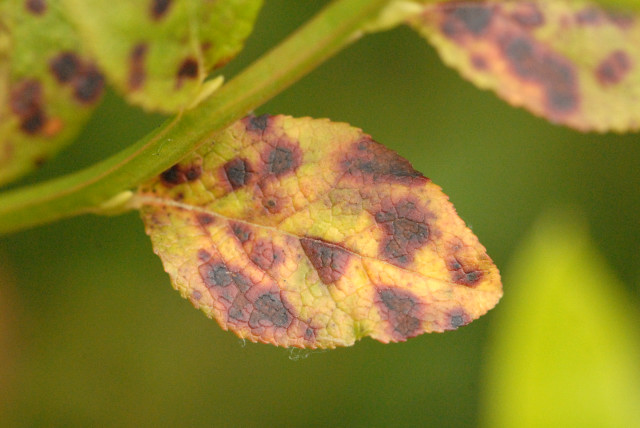
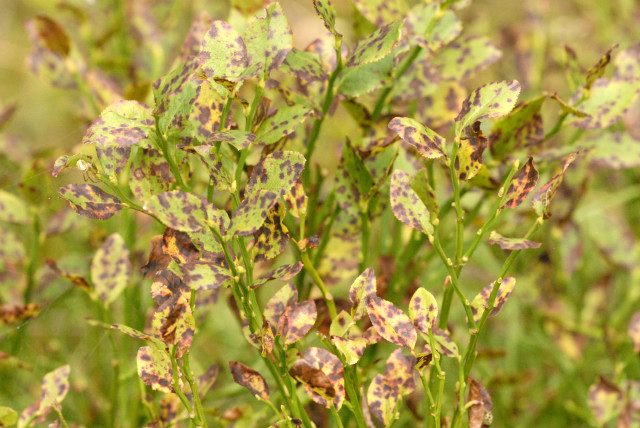